# Communauté de communes du canton de Bertincourt
La communauté de communes du canton de Bertincourt est une ancienne communauté de communes française, située dans le département du Pas-de-Calais et la région Nord-Pas-de-Calais, arrondissement d'Arras.

## Historique
Dans le cadre de la réforme des collectivités territoriales, la communauté de communes du canton de Bertincourt a fusionné au 1er janvier 2013 avec la communauté de communes de la région de Bapaume et 14 communes de la communauté de communes du sud Arrageois, formant ainsi la nouvelle communauté de communes du Sud Artois.

## Composition
Elle était composée des communes suivantes :
1. Barastre
2. Beaumetz-lès-Cambrai
3. Bertincourt
4. Beugny
5. Bus
6. Haplincourt
7. Havrincourt
8. Hermies
9. Lebucquière
10. Léchelle
11. Metz-en-Couture
12. Morchies
13. Neuville-Bourjonval
14. Rocquigny
15. Ruyaulcourt
16. Trescault
17. Vélu
18. Ytres

## Présidents
| Période                                  | Période | Identité            | Étiquette | Qualité |
| ---------------------------------------- | ------- | ------------------- | --------- | ------- |
| ?                                        | 2012    | Jean-Marie Plessiet |           |         |
| Les données manquantes sont à compléter. |         |                     |           |         |

## Pour approfondir